# Augusta Leigh

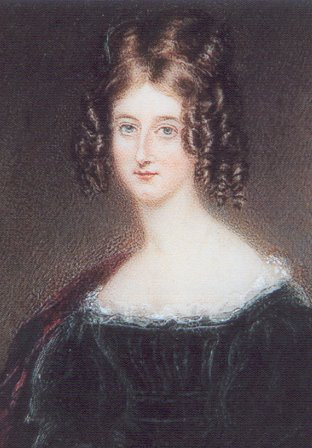
James Holmes: Augusta Leigh, Öl auf Leinwand, undatiert

Hon. Augusta Leigh (geborene Byron, * 26. Januar 1783 auf Newstead Abbey in Nottinghamshire; † 12. Oktober 1851 in Little Wilbraham, Cambridgeshire) war eine britische Aristokratin. Sie war die Halbschwester und Geliebte des berühmten Dichters Lord Byron.

## Leben
Augusta Byron wurde als einzige Tochter des Gardeoffiziers John „Mad Jack“ Byron (1756–1791) und seiner ersten Ehefrau Amelia D’Arcy, 9. Baroness Conyers (geschiedene Ex-Gattin des 5. Duke of Leeds, Erbtochter des 4. Earl of Holderness; 1754–1784), auf Newstead Abbey, dem Stammsitz der Familie Byron, geboren. Ihre Mutter starb kurz nach der Geburt und sie wuchs darauf bei ihrer Großmutter, Mary, Countess of Holderness (1721–1801), auf. Ihr Vater galt als Lebemann und war hoch verschuldet. Auf der Flucht vor seinen Gläubigern hatten er und seine zweite Frau Catherine Gordon of Gight, eine schottische Adlige und ein Nachkomme der Könige von Schottland, bisher in Frankreich gelebt. Catherine Gordon Byron bestand darauf, ihren Sohn in England zur Welt zu bringen, und reiste zurück. John blieb im Haus seiner Schwester in Frankreich. Er starb 1791, wahrscheinlich durch Selbstmord.

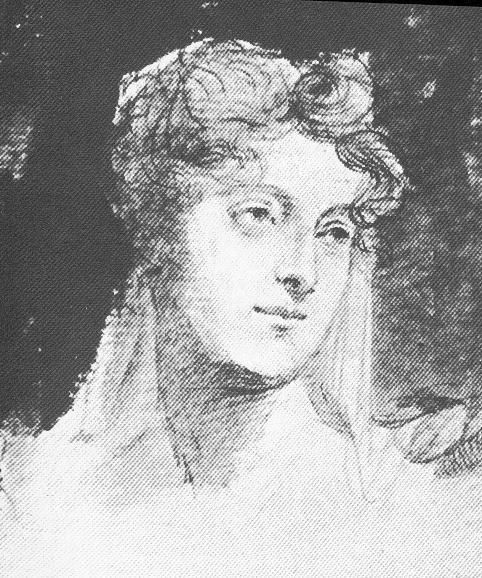
Byrons Halbschwester Augusta, Kohlezeichnung von Georg Hayter

Am 17. August 1807 heiratete Augusta Byron in London ihren Cousin (zweiten Grades) George Leigh (1782–nach 1814), den königlichen Stallmeister und ständigen Begleiter des Prince of Wales und späteren britischen Königs Georg IV. Nach der Hochzeit stellte sich heraus, dass ihr Mann dem Pferderennen verfallen war und sein ganzes Vermögen verwettet hatte. So war Augusta Leight gezwungen, für die immer größer werdende Familie zu sorgen, und bekam eine Stelle als Hofdame bei der Princess of Wales.
Im Jahr 1805 hatte Augusta Byron ihren vier Jahre jüngeren Halbbruder George Gordon Noel Byron, 6. Baron Byron (1788–1824), genannt Lord Byron, kennengelernt, der aus der zweiten Ehe ihres Vaters stammte. Sie hatten einen regen Briefwechsel begonnen, der bis zu seinem Tod kaum unterbrochen wurde. Nach der Rückkehr von seiner Grand Tour arrivierte Lord Byron zum Liebling der Gesellschaft, insbesondere der weiblichen. Seine Affäre mit der verheirateten Lady Caroline Lamb (1785–1828) wurde zum Skandal der Saison, und nach Ende der Beziehung begannen auch die ersten Gerüchte über eine inzestuöse Beziehung zu  seiner Halbschwester Augusta Leigh. Caroline Lamb selbst hatte das Gerücht zumindest mit verbreitet, um Lord Byron unter Druck zu setzen und um ihn zu halten. Schließlich musste dieser etwas unternehmen, um seinen und vor allem den Ruf seiner Schwester zu retten. So hielt er auf Anraten von Lady Melbourne, Caroline Lambs Schwiegermutter, um deren Nichte an, Anne Isabella Milbanke (1792–1860), die als ehrbar, prüde und gottesfürchtig beschrieben wurde. Diese wies ihn jedoch zunächst ab und er lebte eine weitere Affäre in der Öffentlichkeit aus. Diesmal erwählte er die Lady Jane Elizabeth Scott, Countess of Oxford, wobei er jedoch die Liaison mit Augusta weiterhin aufrechterhielt. Im April 1814 gebar sie ihr viertes Kind, Elizabeth Medora, das wohl Byron zugerechnet werden dürfte. Byron verfasste mehrere Liebesgedichte für seine Schwester: Stanzas for Augusta und Epistle for Augusta; in seinen Werken findet sich wiederholt das Motiv der Geschwisterliebe: In Kain und Manfred lieben die Protagonisten ihre Schwestern. Byron bewarb sich weiter um Anne Isabella Milbanke, worin ihn auch seine Schwester unterstützte. Schließlich mit Erfolg, und so heiratete Byron im Januar 1815 und im Dezember wurde seine eheliche Tochter Augusta Ada geboren. Bereits im Februar 1816 trennte sich „Annabella“ formell von ihrem Ehemann. Die Gerüchte über eine Liebesbeziehung zu Augusta kamen wieder auf und die Gesellschaft wandte sich von ihm ab und schnitt auch Augusta. Byron fand keinen anderen Weg, seine Schwester zu schützen, als England für immer zu verlassen.
Augusta Leigh, die insgesamt sieben Kinder zur Welt gebracht hatte, starb im Alter von 68 Jahren an den Folgen einer Lungenentzündung und ihre sterblichen Überreste wurden auf dem Friedhof von Little Wilbraham in Cambridgeshire bestattet.

## Trivia
- Die erste geschichtliche Erwähnung der Familie Byron erfolgte aus dem Jahr 1066, als das Brüderpaar Byron den normannischen Herzog Wilhelm der Eroberer nach England begleitete (Schlacht bei Hastings). Der Stammsitz der Familie, Newstead Abbey in Nottinghamshire, war von König Heinrich II. als Kloster gegründet worden und von König Heinrich VIII. während der englischen Reformation (Auflösung der englischen Klöster) John Byron, dem ersten Lord dieses Namens, geschenkt worden.
- Lady Byron soll die Liebesaffäre zwischen ihrem Mann und dessen Halbschwester entdeckt haben, worauf sie sich voller Entsetzen von ihm trennte. Im Nachlass ihrer Tante, Lady Melbourne, soll sie die Briefe mit dem Beweis einer Inzestverbindung mit Augusta Leigh gefunden haben.
- Der Roman True story of Lady Byron’s life (1869) von Harriet Beecher Stowe basiert auf den Briefen, die Lady Byron kurz vor ihrem Tod der amerikanischen Schriftstellerin übergab. Das Buch erregte einen Sturm der Entrüstung – gegen Lord Byron ebenso wie gegen Harriet Beecher Stowe.